# Яньшань (Цанчжоу)
Яньша́нь (кит. упр. 盐山, пиньинь Yánshān) — уезд городского округа Цанчжоу провинции Хэбэй (КНР). Уезд назван по горе Яньшань.

## История
При империи Хань в 202 году до н.э. был создан уезд Гаочэн (高城县). При империи Суй в 598 году он был переименован в Яньшань.
В 1945 году уезд был переименован в Цзинъюань (靖远县) в честь погибшего в боях с японцами Ян Цзинъюаня. В 1949 году уезду было возвращено прежнее название.
В 1949 году был образован Специальный район Цансянь (沧县专区), и уезд вошёл в его состав. В июне 1958 года Тяньцзинь был понижен в статусе, став городом провинциального подчинения, и Специальный район Цансянь был присоединён к Специальному району Тяньцзинь (天津专区). В ноябре 1958 года уезды Яньшань и Цинъюнь были присоединены к Мэнцунь-Хуэйскому автономному уезду, но уже в декабре были восстановлены в прежних границах. В начале 1959 года Специальный район Тяньцзинь был расформирован, а вся его территория вошла в состав города Тяньцзинь.
В июне 1961 года был восстановлен Специальный район Цанчжоу (沧州专区) — бывший Специальный район Цансянь, и уезд вошёл в его состав. В декабре 1967 года Специальный район Цанчжоу был переименован в Округ Цанчжоу (沧州地区). В 1993 году Округ Цанчжоу и город Цанчжоу были расформированы, а на их территориях был образован Городской округ Цанчжоу.

## Административное деление
Уезд Яньшань делится на 6 посёлков и 6 волостей.